# Commonwealth Games 2018/7er-Rugby
Bei den Commonwealth Games 2018 in Gold Coast, Australien, wurden vom 13. bis 15. April 2018 zwei Wettbewerbe im 7er-Rugby ausgetragen. Diese umfassten jeweils einen Wettbewerb für Frauen sowie für Männer. Insgesamt hatten sich acht Mannschaften bei den Frauen sowie 16 Mannschaften bei den Männern qualifiziert. Austragungsort war das Robina Stadium. Das Frauenturnier wurde erstmals im Rahmen der Spiele ausgetragen.

## Zeitplan
| V | Vorrunde | P | Platzierungsspiele | ½ | Halbfinale | B | Spiel um Bronze | F | Finale |

| Datum → Wettbewerb ↓ | Fr. 13. | Sa. 14. | So. 15. | So. 15. | So. 15. | So. 15. |
| -------------------- | ------- | ------- | ------- | ------- | ------- | ------- |
| Männer               |         | V       | P       | ½       | B       | F       |
| Frauen               | V       | V       | P       | ½       | B       | F       |

## Männer
Neuseeland setzte sich im Finale mit 14:0 gegen Fidschi durch und gewann damit Gold. Die Bronzemedaille ging an England, das im Spiel um Platz 3 Südafrika mit 21:14 besiegte.

## Frauen
Auch bei den Frauen war Neuseeland am Ende siegreich. Der Finalgegner war Australien, der mit 17:12 bezwungen wurde. England holte erneut Bronze, diesmal mit einem 24:19-Sieg gegen Kanada.

## Medaillenspiegel
| Platz | Land       | Gold | Silber | Bronze | Gesamt |
| ----- | ---------- | ---- | ------ | ------ | ------ |
| 1     | Neuseeland | 2    | —      | —      | 2      |
| 2     | Australien | —    | 1      | —      | 1      |
| 2     | Fidschi    | —    | 1      | —      | 1      |
| 4     | England    | —    | —      | 2      | 2      |